# Mande jezici
Mande jezici, jedna od tri glavne grane nigersko-kongoanskih jezika. Obuhvaća 71 jezik obuhvaćen u dvije glavne skupine, to su:
A. Istočni (18) jezika u dvije podskupine:
a1. Istočna (Bisa–Busa) (9) Burkina Faso, Nigerija: 
a. Bissa jezici (1)Burkina Faso: bissa.
b. Busa jezici (5) Benin, Nigerija:  boko, bokobaru, busa, kyenga, shanga.
c. samo jezici, 3 jezika, Burkina Faso: samo (južni, matya, maya).
a2) Jugoistočna (9) Obala Slonovače, Nigerija: 
a. Guro-Tura jezici (5): 
a1. Guro-Yaoure jezici (2)  Obala Slonovače: guro, yaouré.
a2. Tura-Dan-Mano jezici (3):
a. Mano jezici (1) Liberija: mann.
b. Tura-Dan jezici (2): dan, toura.
b. Nwa-Ben jezici (4) Obala Slonovače: 
b1. Ben-Gban jezici (2): beng, gagu.
b2. Wan-Mwan jezici (2): mwan, wan.
B. Zapadni (53):
b1. Centralni-jugozapadni (41) Obala Slonovače, Gvineja, Mali, Burkina Faso, Sijera Leone, Gana, Senegal: 
a. Centralni (33): 
a1. Manding-Jogo jezici (31):
a. Jogo-Jeri jezici (4):
a1. Jeri-Jalkuna jezici (1) Burkina Faso: jalkuna.
a2. Jogo jezici (2) Gana, Obala Slonovače: ligbi, tonjon.
a3. jeri kuo; Obala Slonovače.
b. Manding-Vai jezici (27):
a. Manding-Mokole jezici (25): 
a1. Manding jezici (21) Burkina Faso, Mali, Senegal, Gvineja, Obala Slonovače: bamanankan, bolon, jahanka, jula, kagoro, koro, koyaga, mahou, mandinka, manya, maninka (3 jezika:  šumski, konyanka, sankaran), maninkakan (3 jezika: istočni, zapadni, kita), marka, sininkere, wojenaka, worodougou, xaasongaxango.
a2. Mokole jezici (4) Gvineja, Sijera Leone: kakabe, kuranko, lele, mixifore.
b. Vai-Kono jezici (2) Sijela Leone, Liberija: kono, vai.
a2. Susu-Yalunka jezici (2) Gvineja: susu, yalunka
b. Jugozapadni (8): 
b1. Kpelle jezici (3) Gvineja, Liberija:  kono, kpelle (2 jezika: gvinejski i liberijski).
b2. Mende-Loma jezici (5):
a. Loma jezici (2) Liberija, Gvineja: loma, toma.
b. Mende-Bandi jezici (3):
b1 Bandi jezici (1) Liberija: bandi.
b2 Mende-Loko jezici (2) Sijera Leone: loko, mende.
b2. Sjeverozapadni (12) : 
b1. Samogo jezici (5) Mali, Burkina Faso: bankagooma, duungooma, dzùùngoo, jowulu, seeku.
b2. Soninke-Bobo (7): 
a. Bobo jezici (2) Burkina Faso: 2 jezika: Konabéré i južni bobo madaré),
b. Soninke-Boso jezici (5) Mali: bozo (4 jezika: hainyaxo, jenaama, tièma cièwè, tiéyaxo), soninke.

## Vanjske poveznice
- Ethnologue (14th)
- Ethnologue (15th)
- Mandé Language Family of West Africa: Location and Genetic Classification  Arhivirana inačica izvorne stranice od 6. travnja 2012. (Wayback Machine)